# Модификации Minecraft

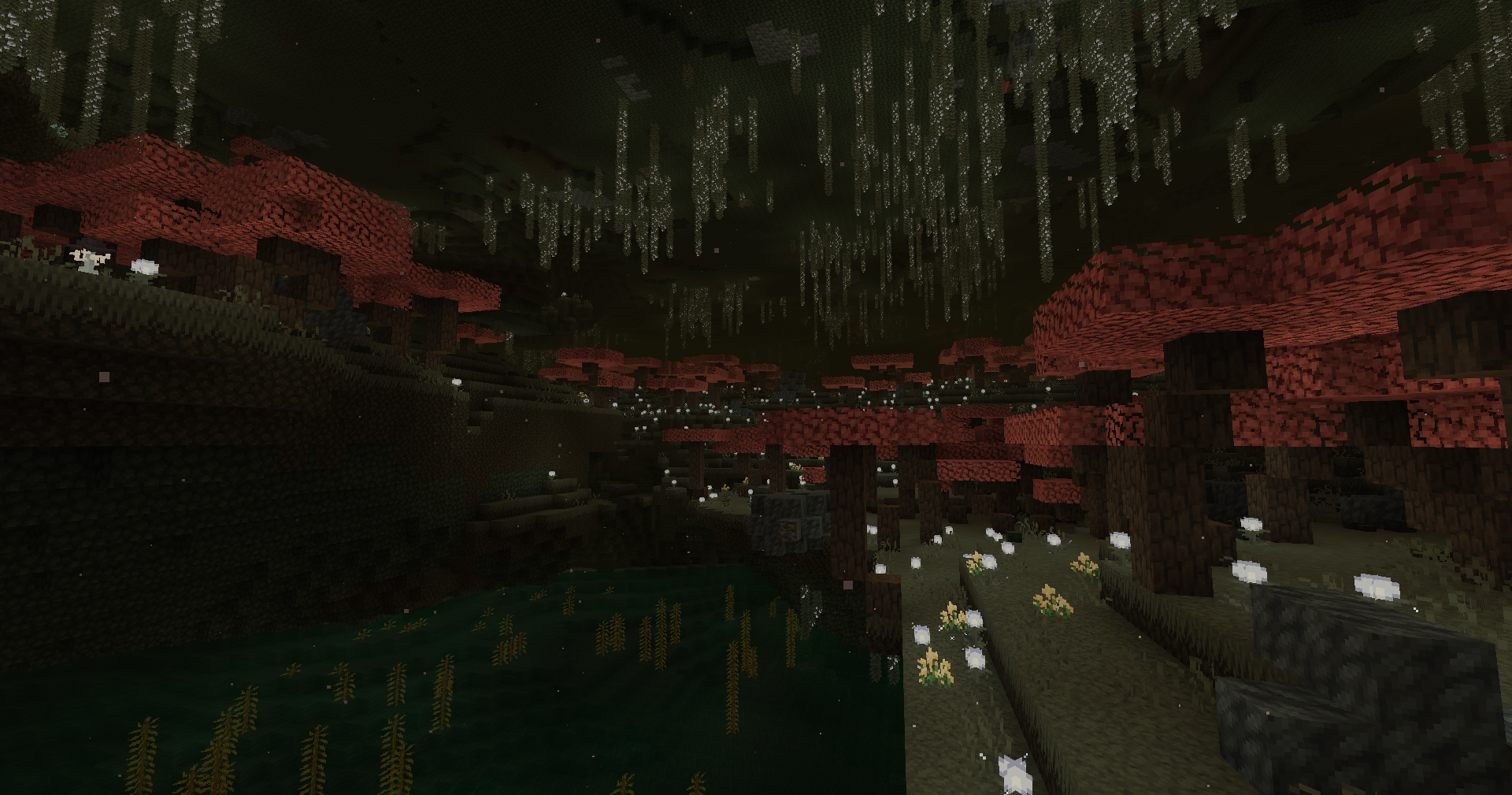
Большинство модификаций Minecraft добавляют в игру новый контент. The Undergarden (на фото) добавляет в игру новое измерение.

Модификации Minecraft — независимые, созданные пользователями дополнения к компьютерной игре Minecraft, разработанной компанией Mojang Studios.
Существуют десятки тысяч созданных модификаций, которые пользователи могут бесплатно скачать из Интернета. Используя дополнительное программное обеспечение, доступно несколько модификаций, чтобы улучшить игровой процесс и создать совершенно другой игровой опыт по сравнению со стандартным выпуском Minecraft. Модификации считаются одной из главных причин, почему Minecraft стал таким же успешным, как и в случае с сообществом мододелов Minecraft, упомянутым как одно из самых активных сообществ моддинга в играх.
Модификации Minecraft доступны для ПК (Java) и мобильных версий игры, а также консольных версий игры.

## Описание

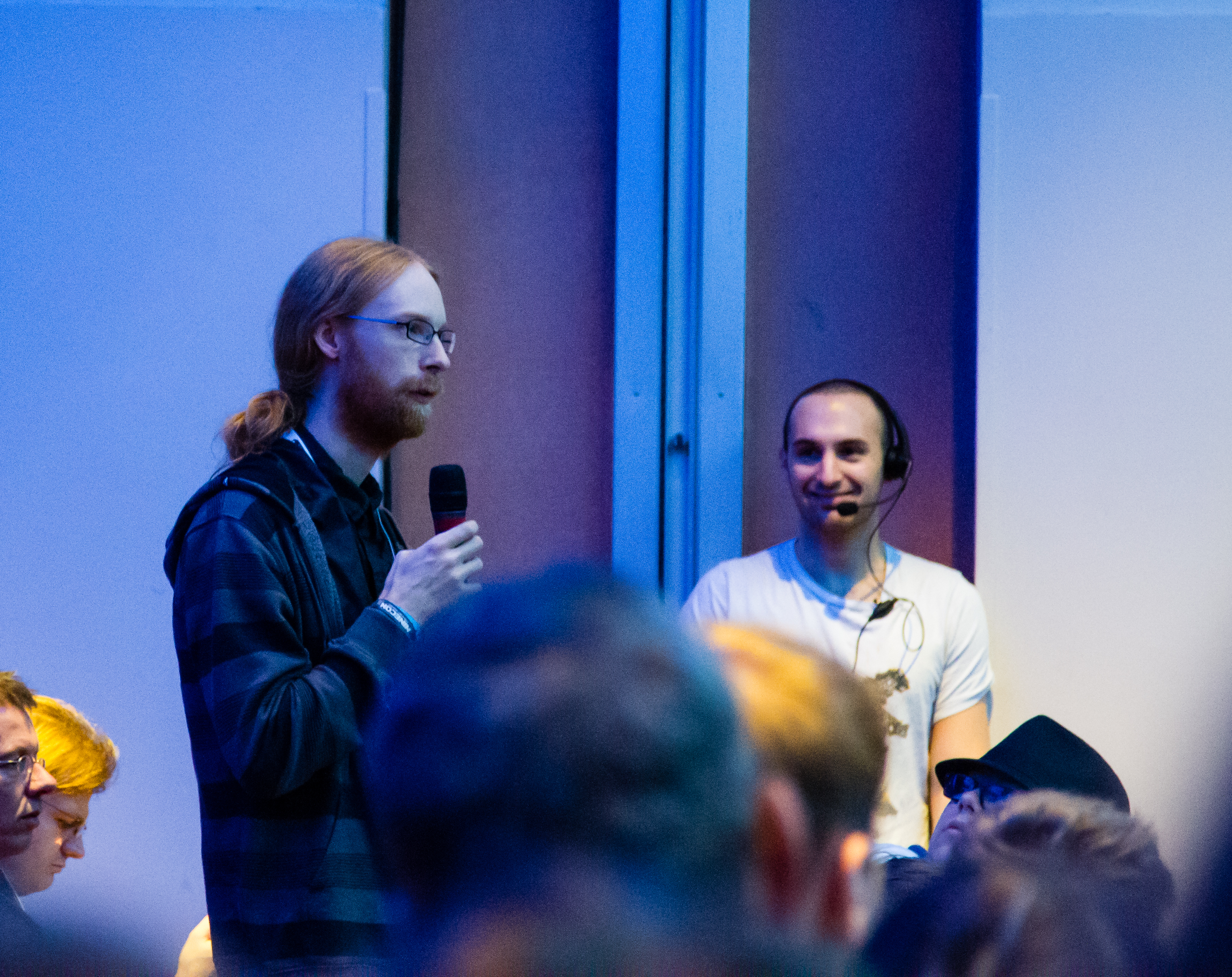
Главный разработчик игры Йенс Бергенстен (слева) выступает с лекцией на семинаре для создателей модификаций в рамках мероприятия Minecon 2012

Модификации Minecraft представляют собой дополнения к игре, которые создаются сообществом независимо от разработчиков самой игры. Существует более двадцати тысяч неофициальных дополнений, доступных для бесплатной загрузки из Интернета. Модификации вносят изменения в оригинальный контент, что делает игровой процесс более разнообразным: например, добавляют новые блоки, предметы или существ. Модификации считаются основной причиной коммерческого успеха игры. Сообщество, которое занимается разработкой дополнений на Minecraft, — одно из самых активных, если сравнивать с сообществами других игр. Модификации доступны для изданий «Minecraft: Java Edition» и «Minecraft: Bedrock Edition», но не поддерживают устаревшее издание для игровых приставок и «Minecraft: Windows 10 Edition».
Также Minecraft славится как платформа для разработки модификаций благодаря их простому созданию и установке. Существует два способа разработки модификаций на Minecraft для персональных компьютеров: локальный и серверный моддинг. Первый вариант требует, чтобы игрок загрузил модификации в каталог игры, которые работают, если установлено дополнительное программное обеспечение, например, Minecraft Forge. Второй делает изменения только на сервере, не трогая саму игру. Однако для загрузки дополнений на iPhone от пользователей требуется джейлбрейк своего устройства. В любом случае модификации приводят к потере производительности на слабых компьютерах, поскольку требования ставятся выше.
В некоторых случаях нововведения, придуманные создателями модификаций, позже появлялись и в самой Minecraft. Так, разработчик Dr. Zhark с помощью своего дополнения Mo' Creatures добавил в игру лошадей. В дальнейшем он помог правильно адаптировать лошадей для использования в Minecraft. Поршни изначально также появились в пользовательской модификации, но разработчиков игры данное нововведение впечатлило настолько, что они добавили его и в оригинальный контент. Bukkit, серверная модификация, предоставлявшая администраторам серверов различные инструменты и возможности по подключению плагинов, приобрела огромную популярность. Помимо этого, некоторые моддеры позже смогли получить работу в Mojang Studios; так, например, случилось с Брэндоном «kingbdogz» Пирсом, разработчиком мода The Aether и разработчиками Bukkit.

## История
Хотя Minecraft был выпущен в 2009 году, моддинг зародился лишь летом 2010 года, когда игра перешла на стадию Alpha. Модификации, появившиеся до этого момента, разрабатывались только на стороне серверов, которые предоставляли их администраторам некоторые преимущества над управлением игрового мира. С введением альфа-версии игры стали появляться первые клиентские дополнения — они изменяли относительно простые вещи, вроде текстур различных объектов, механики компаса, исправление ошибок и так далее. Однако положение в моддинге стало меняться, когда в середине 2010 года был разработан Minecraft Coder, ныне Mod Coder Pack — пакет разработчика для создания дополнений. К концу 2010 года были выпущены новые модификации, которые отличались более значительным изменением оригинального контента, чем предыдущие — например, глобальные дополнения IndustrialCraft, RailCraft и BuildCraft, выпущенные во время перехода Minecraft на стадию Beta. В ноябре 2011 года был разработан Minecraft Forge — своего рода загрузчик модификаций, который позволял запускаться нескольким дополнениям одновременно без затрагивания исходного кода. После того, как в ноябре 2011 года игра перешла на стадию Release, количество разработчиков модификаций продолжало расти. В феврале 2012 года Mojang AB наняла разработчиков Bukkit для того, чтобы создать официальный API для дополнений. В мае 2015 года Mojang AB уведомила в социальных сетях, что разработка API продолжается, несмотря на то, что анонс был три года назад.
В конце 2014 года, когда Mojang AB была приобретена Microsoft, сообщество разработчиков опасалось, что положит конец созданию дополнений путём изменения политики Mojang AB. Несмотря на опасения, Microsoft не объявила о каких-либо изменениях в политике компании. В апреле 2015 года Microsoft объявила, что добавила в Microsoft Visual Studio пакет разработчика, чтобы предоставить пользователям программного обеспечения более простой способ программирования модификаций для Minecraft. Microsoft бесплатно выпустила новый пакет с открытым исходным кодом. Вскоре было анонсировано новое издание «Minecraft: Windows 10 Edition», которое должно быть запрограммировано на C++, в отличие от предыдущих версий. Это заявление вызвало обеспокоенность среди поклонников игры, поскольку предполагалось, что версии на Java перестанут выпускаться — это серьёзно бы помешало разработке модификаций. Тем не менее, Томмазо Чечи, один из разработчиков Minecraft, написал в Reddit о том, что новое издание будет кроссплатформенным и, возможно, в будущем заменит текущую версию для персональных компьютеров. В начале 2016 года было выпущено обновление 1.9 для Minecraft, которое сделало разработку модификаций гораздо проще. Однако дополнения, созданные на основе предыдущих версий игры, требуют значительного изменения кода. В апреле 2017 года Mojang AB заявила о предстоящем создании торговой онлайн-площадке, где игроки могли бы продавать свой загружаемый контент для «Minecraft: Windows 10 Edition». Хотя новый цифровой магазин будет специализироваться на приключенческих картах, скинах, пакетов текстур. Издание «Мир ПК» отметило, что это нововведение переместит «Minecraft: Windows 10 Edition» немного ближе к модифицируемым игровым мирам, знакомым игрокам оригинального издания.
Нередко моддинг становится объектом ряда инцидентов. Например, в марте 2017 года словацкая компания ESET по кибербезопасности сообщила о 87 вредоносных приложениях, которые были распространены через Google Play под видом модификаций Minecraft. Их цель состояла в том, чтобы либо агрессивно отображать рекламу, либо использовать мобильное устройство для загрузки других приложений. Поддельные дополнения были загружены более миллиона раз за первые три месяца.
В 2018 году американский Fox News Channel сообщил, что контент, связанный с челленджем Момо, который в то время обвинялся в провоцировании подростков на причинение себе ущерба, был добавлен в Minecraft]. Известно было, что он был добавлен так называемыми моддерами — программистами, которые создают персонализированный контент для видеоигр. Американская публичная транснациональная корпорация Microsoft заявила, что общество имеет дело с отвратительным явлением. «Этот контент, который был независимо разработан третьей стороной; он не соответствует нашим ценностям и не является частью официальной игры Minecraft. Это неправильное использование платформы, и мы предпринимаем действия для ограничения доступа к моду», — сказал представитель Microsoft.

## Содержание

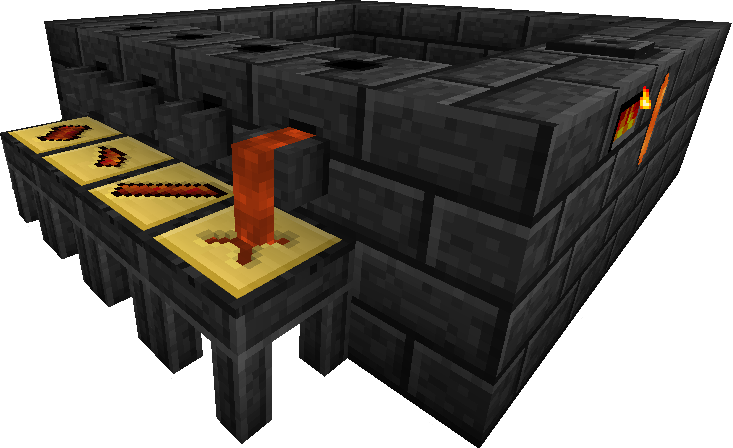
Tinkers' Construct добавляет многоблочные структуры, которые могут быть использованы для выплавки различных металлов для создания оружия и инструментов

На CurseForge, крупнейшем онлайн-репозитории загружаемого контента для игр, насчитывается более 22 000 модификаций для Minecraft. Например, существуют дополнения, добавляющие порталы, с помощью которых игрок может посетить новые миры. Модификация Galacticraft позволяет игрокам строить ракеты для полёта на Луну и несколько планет и собирать на них полезные ископаемые; Twilight Forest добавляет портал, который позволяет игроку отправиться в новый фэнтезийный лес на охоту за сокровищами. Некоторые дополнения сосредоточены на различных технологиях, добавляют ассортимент механизмов, которые могут помочь игроку автоматизировать производство определённых материалов в Minecraft. Примеры технологий, на которые ориентированы аналогичные модификации: BuildCraft — множество механизмов для добычи ресурсов, насосы и трубы; IndustrialCraft— электрические виды оружия, инструменты и броня, различные механизмы, использующиеся для выработки электроэнергии, включая ядерные реакторы, реактивные ранцы и многое другое.
Нередко дополнения становятся объектом военной тематики — так, Flan’s Mod добавляет в игру различное огнестрельное оружие, танки и гранаты. В то же время Tinkers Construct позволяет игроку создавать и настраивать свое оружие и инструменты, в том числе с помощью плавильни или наковальни. Другие модификации добавляют в игру развитое сельское хозяйство и животноводство: например, Natura и Forestry добавляют новые растения, многоблочные автоматические фермы, возможность разводить пчёл и бабочек. RealTrainMod добавляет реалистичную инфраструктуру железной дороги. Некоторые фокусируют внимание на добавлении существ — например, Mo' Creatures. Разработчики дополнения Pixelmon перенесли игровую механику и существ из покемона. Fossils & Archaeology наполняет оригинальный контент динозаврами, а Custom NPCs и Millenaire — неигровыми персонажами. Однако не все модификации изменяют элементы игрового процесса. Некоторые модифицируют графический интерфейс пользователя, например, добавляют миникарту. OptiFine улучшает не только прорисовку объектов, но и значительно повышает производительность игры. Just Enough Items позволяет игроку посмотреть рецепты создания предметов.